# لانتانا مصفرة
لانتانا مصفرة (الاسم العلمي: Lantana flava) هي نوع نباتي يتبع جنس اللانتانا من فصيلة اللويزية.